# Heythuysen
Heythuysen este o localitate în sud-estul Țărilor de Jos, în comuna Leudal din provincia Limburg, Țările de Jos. Până în 2007 localitatea era o comună separată ce includea și localitățile Baexem, Grathem și Kelpen-Oler..